# Ana Lucia Azevedo
Ana Lucia Azevedo est une journaliste brésilienne. Diplômée de journalisme à l'Universidade Federal Fluminense (en), elle détient une maîtrise en géographie à l'Université fédérale de Rio de Janeiro. Elle travaille au journal O Globo depuis 1988, comme reporter, éditorialiste et éditrice de sciences. En 2011, elle reçoit le Prix José Reis et en 2002 le Prix Esso, dans la catégorie Information scientifique.
Elle écrit Novos Tempos, publié en 2012.